# Filmy zgłoszone do rywalizacji o 92. rozdanie Oscara w kategorii filmu nieanglojęzycznego
Amerykańska Akademia Sztuki i Wiedzy Filmowej (AMPAS) po raz 64 zaprosiła przemysł filmowy z państw z całego świata do zgłaszania swoich najlepszych filmów do rywalizacji o Oscara w kategorii filmu obcojęzycznego.
W przypadku 92. rozdania Oscarów, które odbyło się 9 lutego 2020, nadesłane filmy musiały zostać udostępnione widzom w swoim kraju pomiędzy 1 października 2018 a 30 września 2019. Zgłoszenie filmu nie kwalifikowało automatycznie do konkursu, ponieważ Akademia zagwarantowała sobie prawo do zatwierdzenia danego zgłoszenia lub jego odrzucenia, co miało miejsce w przeszłości. Do 1 października 2019 zbierano zgłoszenia, a 6 dni później Akademia ogłosiła listę zakwalifikowanych filmów.
Na konkurs swoje filmy zgłosiła rekordowa liczba 94 państw, z których Akademia zaakceptowała 93. Trzy kraje zgłosiły film po raz pierwszy: Ghana, Nigeria i Uzbekistan. W listopadzie 2019 Akademia zdyskwalifikowała zgłoszenia Nigerii oraz Austrii, ponieważ większość dialogów w ich filmach prowadzona jest w języku angielskim.
16 grudnia 2019 Akademia wybrała po raz pierwszy 10 a nie jak dotychczas 9 filmów, które stanowią tzw. krótką listę. 13 stycznia 2020 lista ta została zawężona do pięciu nominowanych filmów wybranych przez komisje Akademii. Wśród nich znalazły się tytuły z Francji, Hiszpanii, Korei Południowej, Macedonii i Polski.
Ostatecznie statuetkę otrzymał koreański film Parasite w reżyserii Bong Joon-ho.
Od kwietnia 2019 kategoria Najlepszy film nieanglojęzyczny nosi nazwę Pełnometrażowy film międzynarodowy w powszechnym użyciu Najlepszy film międzynarodowy.

## Lista filmów zgłoszonych do rywalizacji o 92. rozdanie Oscara w kategorii najlepszego filmu międzynarodowego
| Zgłaszające państwo  | Tytuł użyty w nominacji                                  | Tytuł oryginalny                                                           | Tytuł polski                       | Języki                                  | Reżyser                              | Status                 |
| -------------------- | -------------------------------------------------------- | -------------------------------------------------------------------------- | ---------------------------------- | --------------------------------------- | ------------------------------------ | ---------------------- |
| Afganistan           | Hava, Maryam, Ayesha                                     | حوا، مریم، عایشه Hava, Maryam, Ayesha                                      |                                    | perski, dari                            | Sahraa Karimi                        | Kandydatura odrzucona  |
| Albania              | The Delegation                                           | Delegacioni                                                                | Delegacja                          | albański, francuski                     | Bujar Alimani                        | Brak nominacji         |
| Algieria             | Papicha                                                  | Papicha                                                                    | Lalka                              | francuski                               | Mounia Meddour                       | Brak nominacji         |
| Arabia Saudyjska     | The Perfect Candidate                                    | المرشح المثالي                                                             | Idealna kandydatka                 | arabski                                 | Haifaa al-Mansour                    | Brak nominacji         |
| Argentyna            | Heroic Losers                                            | La odisea de los giles                                                     | Pechowi szczęściarze               | hiszpański                              | Sebastián Borensztein                | Brak nominacji         |
| Armenia              | Lengthy Night                                            | Էրկեն Կիշեր Erken Kisher                                                   |                                    | armeński                                | Edgar Baghdasaryan                   | Brak nominacji         |
| Australia            | Buoyancy                                                 | Buoyancy                                                                   | Na powierzchni                     | khmerski, tajski                        | Rodd Rathjen                         | Brak nominacji         |
| Austria              | Joy                                                      | Joy                                                                        | Joy                                | niemiecki, angielski                    | Sudabeh Mortezai                     | Dyskwalifikacja        |
| Bangladesz           | Alpha                                                    | আলফা                                                                        |                                    | bengalski                               | Nasiruddin Yousuff                   | Brak nominacji         |
| Belgia               | Our Mothers                                              | Nuestras madres                                                            | Nasze matki                        | hiszpański                              | César Díaz                           | Brak nominacji         |
| Białoruś             | Debut                                                    | Дебют                                                                      | Debiut                             | rosyjski                                | Anastasija Miroszniczenko            | Brak nominacji         |
| Boliwia              | I Miss You                                               | Tu me manques                                                              |                                    | hiszpański, angielski                   | Rodrigo Bellott                      | Brak nominacji         |
| Bośnia i Hercegowina | The Son                                                  | Sin                                                                        | Syn                                | bośniacki                               | Ines Tanović                         | Brak nominacji         |
| Brazylia             | Invisible Life                                           | A vida invisível                                                           | Niewidoczne życie sióstr Gusmão    | portugalski                             | Karim Aïnouz                         | Brak nominacji         |
| Bułgaria             | Ága                                                      | Ága                                                                        | Ága                                | jakucki                                 | Milko Lazarov                        | Brak nominacji         |
| Chile                | Spider                                                   | Araña                                                                      | Pająk                              | hiszpański                              | Andrés Wood                          | Brak nominacji         |
| Chiny                | Ne Zha                                                   | 哪吒之魔童降世 Nézhā zhī Mótóng Jiàngshì                                   |                                    | mandaryński                             | Yu Yang                              | Brak nominacji         |
| Chorwacja            | Mali                                                     | Mali                                                                       |                                    | chorwacki                               | Antonio Nuić                         | Brak nominacji         |
| Czarnogóra           | Neverending Past                                         | Između dana i noći                                                         |                                    | czarnogórski                            | Andro Martinovic                     | Brak nominacji         |
| Czechy               | The Painted Bird                                         | Nabarvené ptáče                                                            | Malowany ptak                      | międzysłowiański                        | Václav Marhoul                       | Grudniowa krótka lista |
| Dania                | Queen of Hearts                                          | Dronningen                                                                 | Królowa kier                       | duński, szwedzki                        | May el-Toukhy                        | Brak nominacji         |
| Dominikana           | The Projectionist                                        | El proyeccionista                                                          | Kinooperator                       | hiszpański                              | José María Cabral                    | Brak nominacji         |
| Egipt                | Poisonous Roses                                          | ورد مسموم                                                                  |                                    | arabski                                 | Fawzi Saleh                          | Brak nominacji         |
| Ekwador              | The Longest Night                                        | La mala noche                                                              |                                    | hiszpański                              | Gabriela Calvache                    | Brak nominacji         |
| Estonia              | Truth and Justice                                        | Tõde ja õigus                                                              | Prawda i sprawiedliwość            | estoński                                | Tanel Toom                           | Grudniowa krótka lista |
| Etiopia              | Running Against the Wind                                 | የንፋሱ ፍልሚያ Yenifasu Filmya                                                  |                                    | amharski                                | Jan Philipp Weyl                     | Brak nominacji         |
| Filipiny             | Verdict                                                  | Verdict                                                                    | Werdykt                            | tagalski, filipiński, angielski         | Raymund Ribay Gutierrez              | Brak nominacji         |
| Finlandia            | Stupid Young Heart                                       | Hölmö nuori sydän                                                          | Głupie, młode serce                | fiński, somalijski                      | Selma Vilhunen                       | Brak nominacji         |
| Francja              | Les Misérables                                           | Les misérables                                                             | Nędznicy                           | francuski                               | Ladj Ly                              | Nominacja              |
| Ghana                | Azali                                                    | Azali                                                                      |                                    | akan                                    | Kwabena Gyansah                      | Brak nominacji         |
| Grecja               | When Tomatoes Met Wagner                                 | Όταν ο Βάγκνερ Συνάντησε τις Ντομάτες Otan o Wagner Sinantise tis Ntomates | Pomidory i Wagner                  | grecki                                  | Marianna Economou                    | Brak nominacji         |
| Gruzja               | Shindisi                                                 | შინდისი                                                                    | Shindisi                           | gruziński                               | Dito Cincadze                        | Brak nominacji         |
| Hiszpania            | Pain and Glory                                           | Dolor y gloria                                                             | Ból i blask                        | hiszpański                              | Pedro Almodóvar                      | Nominacja              |
| Holandia             | Instinct                                                 | Instinct                                                                   | Instynkt                           | holenderski                             | Halina Reijn                         | Brak nominacji         |
| Honduras             | Blood, Passion and Coffee                                | Café con Sabor a mi Tierra                                                 |                                    | hiszpański                              | Carlos Membreño                      | Brak nominacji         |
| Hongkong             | The White Storm 2 – Drug Lords                           | 掃毒2天地對決 So duk 2: Tin dei duei kuet                                  |                                    | kantoński                               | Herman Yau                           | Brak nominacji         |
| Indie                | Gully Boy                                                | tगली बॉय                                                                     | Wersy ulicy                        | hindi                                   | Zoya Akhtar                          | Brak nominacji         |
| Indonezja            | Memories of My Body                                      | Kucumbu Tubuh Indahku                                                      | Wspomnienia mojego ciała           | indonezyjski                            | Garin Nugroho                        | Brak nominacji         |
| Iran                 | Finding Farideh                                          | در جستجوی فریده                                                            |                                    | perski, holenderski, angielski          | Kourosh Ataee, Azadeh Moussavi       | Brak nominacji         |
| Irlandia             | Gaza                                                     | Gaza                                                                       | Gaza                               | arabski                                 | Garry Keane, Andrew McConnell        | Brak nominacji         |
| Izrael               | Incitement                                               | ימים נוראים Yamim Noraim                                                   | Straszne dni                       | hebrajski                               | Yaron Zilberman                      | Brak nominacji         |
| Islandia             | A White, White Day                                       | Hvítur, Hvítur Dagur                                                       | Biały, biały dzień                 | islandzki                               | Hlynur Pálmason                      | Brak nominacji         |
| Japonia              | Weathering with You                                      | 天気の子 Tenki no Ko                                                       |                                    | japoński                                | Makoto Shinkai                       | Brak nominacji         |
| Kambodża             | In the Life of Music                                     | តន្រ្តីជីវិត                                                                    | Melodia życia                      | khmerski, angielski                     | Caylee So, Sok Visal                 | Brak nominacji         |
| Kanada               | Antigone                                                 | Antigone                                                                   | Antygona                           | francuski                               | Sophie Deraspe                       | Brak nominacji         |
| Kazachstan           | Kazakh Khanate – Golden Throne                           | қазақ хандығының алтын тесігі                                              |                                    | kazachski, rosyjski                     | Rustem Abdrashev                     | Brak nominacji         |
| Kenia                | Subira                                                   | Subira                                                                     |                                    | angielski, suahili                      | Ravneet Sippy Chadha                 | Brak nominacji         |
| Kirgistan            | Aurora                                                   | Aurora                                                                     |                                    | kirgiski, rosyjski                      | Bekzat Pirmatow                      | Brak nominacji         |
| Kolumbia             | Monos                                                    | Monos                                                                      | Monos                              | hiszpański                              | Alejandro Landes                     | Brak nominacji         |
| Korea Południowa     | Parasite                                                 | 기생충 Gisaengchung                                                        | Parasite                           | koreański                               | Bong Joon-ho                         | Wygrana                |
| Kosowo               | Zana                                                     | Zana                                                                       |                                    | albański                                | Antoneta Kastrati                    | Brak nominacji         |
| Kostaryka            | The Awakening of the Ants                                | El despertar de las hormigas                                               | Przebudzenie                       | hiszpański                              | Antonella Sudasassi Furniss          | Brak nominacji         |
| Kuba                 | A Translator                                             | Un traductor                                                               | Tłumacz                            | hiszpański, rosyjski                    | Rodrigo Barriuso, Sebastián Barriuso | Brak nominacji         |
| Liban                | 1982                                                     | 1982                                                                       | 1982                               | arabski, angielski                      | Oualid Mouaness                      | Brak nominacji         |
| Litwa                | Bridges of Time                                          | Laiko tiltai                                                               |                                    | estoński, litewski, łotewski            | Kristine Briede, Audrius Stonys      | Brak nominacji         |
| Luksemburg           | Tel Aviv on Fire                                         | תל אביב על האש Tel Aviv Al Ha'Esh                                          | Tel Awiw w ogniu                   | hebrajski, arabski                      | Sameh Zoabi                          | Brak nominacji         |
| Łotwa                | The Mover                                                | Tēvs Nakts                                                                 | Noc ojca                           | łotewski, niemiecki, jidysz             | Dāvis Sīmanis                        | Brak nominacji         |
| Macedonia Północna   | Honeyland                                                | Медена земја                                                               | Kraina miodu                       | turecki, macedoński, bośniacki          | Tamara Kotevska, Ljubomir Stefanov   | Nominacja              |
| Malezja              | M for Malaysia                                           | M for Malaysia                                                             |                                    | malajski, angielski                     | Dian Lee, Ineza Roussille            | Brak nominacji         |
| Maroko               | Adam                                                     | آدم                                                                        | Adam                               | arabski                                 | Maryam Touzani                       | Brak nominacji         |
| Meksyk               | The Chambermaid                                          | La camarista                                                               |                                    | hiszpański                              | Lila Avilés                          | Brak nominacji         |
| Mongolia             | The Steed                                                | Хийморь Khiimori                                                           |                                    | mongolski, kazachski, chiński, rosyjski | Erdenebileg Ganbold                  | Brak nominacji         |
| Nepal                | Bulbul                                                   | बुलबुल                                                                       |                                    | nepalski                                | Binod Paudel                         | Brak nominacji         |
| Niemcy               | System Crasher                                           | Systemsprenger                                                             | Błąd systemu                       | niemiecki                               | Nora Fingscheidt                     | Brak nominacji         |
| Nigeria              | Lionheart                                                | Lionheart                                                                  | Odważne serce                      | angielski, igbo                         | Genevieve Nnaji                      | Dyskwalifikacja        |
| Norwegia             | Out Stealing Horses                                      | Ut og stjæle hester                                                        | Kradnąc konie                      | norweski, szwedzki                      | Hans Petter Moland                   | Brak nominacji         |
| Pakistan             | Laal Kabootar                                            | لال کبوتر                                                                  |                                    | urdu                                    | Kamal Khan                           | Brak nominacji         |
| Palestyna            | It Must Be Heaven                                        | It Must Be Heaven                                                          | Tam gdzieś musi być niebo          | arabski, angielski, francuski           | Elia Suleiman                        | Brak nominacji         |
| Panama               | Everybody Changes                                        | Todos Cambiamos                                                            |                                    | hiszpański                              | Arturo Montenegro                    | Brak nominacji         |
| Peru                 | Retablo                                                  | Retablo                                                                    | Mój ojciec                         | keczua                                  | Alvaro Delgado-Aparicio              | Brak nominacji         |
| Polska               | Corpus Christi                                           | Boże Ciało                                                                 | Boże Ciało                         | polski                                  | Jan Komasa                           | Nominacja              |
| Portugalia           | The Domain                                               | A Herdade                                                                  | Moje dziedzictwo                   | portugalski                             | Tiago Guedes                         | Brak nominacji         |
| Rosja                | Beanpole                                                 | Дылда Dylda                                                                | Wysoka dziewczyna                  | rosyjski                                | Kantiemir Bałagow                    | Grudniowa krótka lista |
| Południowa Afryka    | Knuckle City                                             | Knuckle City                                                               |                                    | xhosa                                   | Jahmil X.T. Qubeka                   | Brak nominacji         |
| Rumunia              | The Whistlers                                            | La Gomera                                                                  | La Gomera                          | rumuński, angielski, silbo gomero       | Corneliu Porumboiu                   | Brak nominacji         |
| Senegal              | Atlantics                                                | Atlantique                                                                 | Atlantyk                           | wolof, francuski, angielski             | Mati Diop                            | Grudniowa krótka lista |
| Serbia               | King Petar of Serbia                                     | Краљ Петар Први Kralj Petar Prvi                                           | Król Petar I                       | serbski                                 | Petar Ristovski                      | Brak nominacji         |
| Singapur             | A Land Imagined                                          | 幻土 Huan tu                                                               | Wyśniona kraina                    | mandaryński, angielski, bengalski       | Yeo Siew Hua                         | Brak nominacji         |
| Słowacja             | Let There Be Light                                       | Nech je svetlo                                                             | Niech stanie się światłość         | słowacki                                | Marko Škop                           | Brak nominacji         |
| Słowenia             | History of Love                                          | Zgodovina ljubezni                                                         |                                    | słoweński, angielski                    | Sonja Prosenc                        | Brak nominacji         |
| Szwajcaria           | Wolkenbruch's Wondrous Journey Into the Arms of a Shiksa | Wolkenbruchs wunderliche Reise in die Arme einer Schickse                  | Przebudzenie Mottiego Wolkenbrucha | niemiecki, jidysz, hebrajski            | Michael Steiner                      | Brak nominacji         |
| Szwecja              | And Then We Danced                                       | And Then We Danced                                                         | A potem tańczyliśmy                | gruziński                               | Levan Akin                           | Brak nominacji         |
| Tajlandia            | Krasue: Inhuman Kiss                                     | แสงกระสือ Saeng Krasue                                                      | Krasue: Zimne tchnienie            | tajski                                  | Sitisiri Mongkolsiri                 | Brak nominacji         |
| Tajwan               | Dear Ex                                                  | 誰先愛上他的                                                               | Czyim mężem był mój eks?           | mandaryński                             | Mag Hsu, Hsu Chih-yen                | Brak nominacji         |
| Tunezja              | Dear Son                                                 | ولدي Weldi                                                                 | Drogi synu                         | arabski                                 | Mohamed Ben Attia                    | Brak nominacji         |
| Turcja               | Commitment                                               | Bağlılık Aslı                                                              | Poświęcenie                        | turecki                                 | Semih Kaplanoğlu                     | Brak nominacji         |
| Ukraina              | Homeward                                                 | Додому Evge                                                                | Do domu                            | krymskotatarski, ukraiński              | Nariman Aliev                        | Brak nominacji         |
| Urugwaj              | The Moneychanger                                         | Así habló el cambista                                                      |                                    | hiszpański                              | Federico Veiroj                      | Brak nominacji         |
| Uzbekistan           | Hot Bread                                                | Issiq non                                                                  |                                    | uzbecki                                 | Umid Khamdamov                       | Brak nominacji         |
| Wenezuela            | Being Impossible                                         | Yo, imposible                                                              |                                    | hiszpański                              | Patricia Ortega                      | Brak nominacji         |
| Węgry                | Those Who Remained                                       | Akik maradtak                                                              | Ci, którzy pozostali               | węgierski                               | Barnabás Tóth                        | Grudniowa krótka lista |
| Wielka Brytania      | The Boy Who Harnessed the Wind                           | The Boy Who Harnessed the Wind                                             | O chłopcu, który ujarzmił wiatr    | angielski, czewa                        | Chiwetel Ejiofor                     | Brak nominacji         |
| Wietnam              | Furie                                                    | Hai Phượng                                                                 | Furia                              | wietnamski                              | Lê Văn Kiệt                          | Brak nominacji         |
| Włochy               | The Traitor                                              | Il traditore                                                               | Zdrajca                            | włoski                                  | Marco Bellocchio                     | Brak nominacji         |